# Markus Heikkinen
Markus Heikkinen, finski nogometaš, * 13. oktober 1978, Katrineholm, Švedska.
Heikkinen je nazadnje igral za finski klub Oulu.